# Ondrušita
L'ondrušita és un mineral de la classe dels fosfats, que pertany i dona nom al grup de l'ondrušita. Rep el nom en honor de Petr Ondruš (1960-) mineralogista del Servei Geològic Txec, per la seva contribució als minerals del districte de Jáchymov, incloent la descripció de set nous minerals.

## Característiques
L'ondrušita és un fosfat de fórmula química CaCu₄(AsO₄)₂(AsO₃OH)₂(H₂O)₁₀. Va ser aprovada com a espècie vàlida per l'Associació Mineralògica Internacional l'any 2008, i la primera publicació data del 2011. Cristal·litza en el sistema triclínic. La seva duresa a l'escala de Mohs es troba entre 2 i 3. És un mineral isostructural amb la lindackerita.
Segons la classificació de Nickel-Strunz, l'ondrušita pertany a «08.CE: Fosfats sense anions addicionals, amb H₂O, només amb cations de mida mitjana, RO₄:H₂O sobre 1:2,5» juntament amb els següents minerals: chudobaïta, geigerita, newberyita, brassita, fosforrösslerita, rösslerita, metaswitzerita, switzerita, lindackerita, veselovskýita, pradetita, klajita, bobierrita, annabergita, arupita, barićita, eritrita, ferrisimplesita, hörnesita, köttigita, manganohörnesita, parasimplesita, vivianita, pakhomovskyita, simplesita, cattiïta, koninckita, kaňkita, steigerita, metaschoderita, schoderita, malhmoodita, zigrasita, santabarbaraïta i metaköttigita.

## Formació i jaciments
Va ser descoberta a la mina Svornost de Jáchymov, al Districte d'Erzgebirge, a la Regió de Karlovy Vary (Bohèmia, República Txeca). Més tard també ha estat descrita en un altre indret més: el districte miner de Làurion, a Grècia.